# Kubala, Moreno i Manchón
Kubala, Moreno i Manchón, abreviat com a KMM, és una sèrie de televisió de TV3 que gira entorn de les investigacions d'uns detectius privats que intenten resoldre assassinats, robatoris, desaparicions… a més a més, sovint els casos s'entrellaçaran amb la seva vida quotidiana.
La sèrie, dirigida per Kiko Ruiz i Anaïs Schaaff, està protagonitzada per tres investigadors: Kubala, interpretat per Jordi Martínez, Moreno, per l'actor Marc Cartes, i Helena Manchón, representada per l'actriu Núria Gago.
La sèrie es va estrenar el 9 de gener de 2012 a TV3 en horari de màxima audiència aconseguint 595.000 teleespectadors i un share del 18,3%. La primera temporada va resultar un èxit, assolint una mitjana de més de 490.000 espectadors i una quota de pantalla del 16%, fet que va permetre la realització de dues temporades més. La sèrie va finalitzar el 4 de juny de 2014, al seu 39è episodi, amb 380.000 espectadors i un 12,8% de quota de pantalla.

## Argument
Dos detectius privats, Kubala i Moreno, i una noia que fa pràctiques acabada de graduar en criminologia, Manchón, treballen en un bufet d'investigació privada anomenat “Solé i Moreno, Detectius” on hauran de procurar compaginar la seva feina amb la seva vida quotidiana.
Amb l'ajuda d'altres col·laboradors els detectius intentaran resoldre diferents casos que són un reflex dels problemes i les inseguretats de les persones de la societat actual, en una barreja de drama, comèdia i suspens.

## Personatges
Els principals personatges de la sèrie són els tres investigadors:
- Josep Solé i Farrés, Kubala. Interpretat per Jordi Martínez, és un home de 44 anys, casat amb la Rosa i amb dos fills: Sara i Pol. Compaginar aquesta vida familiar amb la seva feina li resultarà difícil.
- Carles Moreno i Sanjuán, Moreno. Interpretat per Marc Cartes és un expolicia de 39 anys, divorciat de l'Eva i amb una filla, que es diu Estel. Tot i aquest passat turbulent intentarà tirar endavant com a persona i com a soci de Kubala a l'agència.
- Helena Manchón i Vendrell, Manchón. Interpretada per Núria Gago. És una criminòloga acabada de graduar, filla d'una família adinerada. Entra a l'agència “Solé i Moreno, Detectius” amb l'objectiu d'adquirir experiència i poder crear el seu propi despatx. Els seus mètodes xocaran tant amb els d'en Kubala com amb els d'en Moreno.

## Recepció
KMM va tenir una bona resposta per part del públic durant les diferents temporades, tenint sempre més del 10% de quota de pantalla.
Per altra banda, segons una enquesta de l'empresa GfK, col·laboradora de TV3, la primera temporada de Kubala, Moreno i Manchón va ser molt ben valorada pels teleespectadors aconseguint una puntuació de 8 sobre 10, empatant amb La Riera.

## Temporades i audiències
| Temp. | Temp. | Capítols | Data d'emissió         | Data d'emissió      | Quota | Quota |
| Temp. | Temp. | Capítols | Començament            | Fi                  | Quota | Quota |
| ----- | ----- | -------- | ---------------------- | ------------------- | ----- | ----- |
|       | 1     | 13       | 9 de gener de 2012     | 9 d'abril de 2012   | 15,6% |       |
|       | 2     | 13       | 19 de setembre de 2012 | 23 de gener de 2013 | 11,5% |       |
|       | 3     | 13       | 19 de febrer de 2014   | 4 de juny de 2014   | 10,9% |       |

### Temporada 1 (2012)
| N. (sèrie) | N. (temp.) | Títol                              | Data d'estrena       | Audiència         |
| ---------- | ---------- | ---------------------------------- | -------------------- | ----------------- |
| 1          | 1          | «Sempre hi ha algú que et recorda» | 9 de gener de 2012   | 3 715 000 (18,3%) |
| 2          | 2          | «Pretèrit imperfecte»              | 16 de gener de 2012  | 3 028 000 (15,9%) |
| 3          | 3          | «Patrons de conducte»              | 23 de gener de 2012  | 3 284 000 (17,6%) |
| 4          | 4          | «Els nens, primer»                 | 30 de gener de 2012  | 2 978 000 (15,0%) |
| 5          | 5          | «Enlloc com a casa»                | 13 de febrer de 2012 | 2 647 000 (14,0%) |
| 6          | 6          | «Cops de la vida»                  | 20 de febrer de 2012 | 3 159 000 (16,4%) |
| 7          | 7          | «Per anys que passin»              | 27 de febrer de 2012 | 2 697 000 (14,7%) |
| 8          | 8          | «Segones oportunitats»             | 5 de març de 2012    | 3 028 000 (15,9%) |
| 9          | 9          | «Motius ocults»                    | 12 de març de 2012   | 2 797 000 (15,0%) |
| 10         | 10         | «Romeu i Julieta»                  | 19 de març de 2012   | 2 516 000 (14,1%) |
| 11         | 11         | «Amb data de caducitat»            | 26 de març de 2012   | 2 797 000 (13,8%) |
| 12         | 12         | «Ni un pam de net»                 | 2 d'abril de 2012    | 3 165 000 (16,2%) |
| 13         | 13         | «Comptes pendents»                 | 9 d'abril de 2012    | 3 396 000 (16,2%) |

### Temporada 2 (2012-2013)
| N. (sèrie) | N. (temp.) | Títol                                | Data d'estrena         | Audiència         |
| ---------- | ---------- | ------------------------------------ | ---------------------- | ----------------- |
| 14         | 1          | «Un pare i una mare»                 | 19 de setembre de 2012 | 1 942 000 (10,5%) |
| 15         | 2          | «Esperances i certeses»              | 26 de setembre de 2012 | 2 010 000 (10,8%) |
| 16         | 3          | «Coix o mentider»                    | 3 d'octubre de 2012    | 2 010 000 (10,6%) |
| 17         | 4          | «Temps de blues»                     | 10 d'octubre de 2012   | 2 572 000 (13,4%) |
| 18         | 5          | «Acaba de guanyar un milió d'euros!» | 17 d'octubre de 2012   | 2 466 000 (13,0%) |
| 19         | 6          | «L'exclusiva»                        | 24 d'octubre de 2012   | 2 148 000 (11,4%) |
| 20         | 7          | «Cavalls vora el riu»                | 31 d'octubre de 2012   | 1 910 000 (11,6%) |
| 21         | 8          | «Dolç i amarg»                       | 7 de novembre de 2012  | 2 354 000 (12,2%) |
| 22         | 9          | «Sense memòria»                      | 21 de novembre de 2012 | 1 573 000 (9,4%)  |
| 23         | 10         | «L'espectacle ha de continuar»       | 5 de desembre de 2012  | 1 948 000 (10,0%) |
| 24         | 11         | «Metre quaranta-cinc»                | 9 de gener de 2013     | 2 589 000 (13,1%) |
| 25         | 12         | «La núvia»                           | 16 de gener de 2013    | 2 383 000 (11,7%) |
| 26         | 13         | «L'hora de la veritat»               | 23 de gener de 2013    | 2 271 000 (12,0%) |

### Temporada 3 (2014)
| N. (sèrie) | N. (temp.) | Títol                              | Data d'estrena       | Audiència         |
| ---------- | ---------- | ---------------------------------- | -------------------- | ----------------- |
| 27         | 1          | «Una nit qualsevol»                | 19 de febrer de 2014 | 2 643 000 (13,6%) |
| 28         | 2          | «Cel·la 304»                       | 26 de febrer de 2014 | 2 307 000 (12,4%) |
| 29         | 3          | «Buscant la Carol desesperadament» | 5 de març de 2014    | 2 562 000 (14,0%) |
| 30         | 4          | «Tot per un fill»                  | 19 de març de 2014   | 2 251 000 (13,1%) |
| 31         | 5          | «Who's bad?»                       | 26 de març de 2014   | 1 468 000 (9,1%)  |
| 32         | 6          | «Qüestió de química»               | 2 d'abril de 2014    | 2 220 000 (11,8%) |
| 33         | 7          | «La filla del guru»                | 23 d'abril de 2014   | 1 847 000 (9,9%)  |
| 34         | 8          | «Mens sana in corpore sano»        | 30 d'abril de 2014   | 1 717 000 (8,9%)  |
| 35         | 9          | «Justos i pecadors»                | 7 de maig de 2014    | 1 754 000 (9,1%)  |
| 36         | 10         | «L'últim tango»                    | 14 de maig de 2014   | 1 692 000 (8,4%)  |
| 37         | 11         | «Passar pàgina»                    | 21 de maig de 2014   | 1 804 000 (9,7%)  |
| 38         | 12         | «L'hora del pati»                  | 28 de maig de 2014   | 1 785 000 (9,4%)  |
| 39         | 13         | «Mirant enrere»                    | 4 de juny de 2014    | 2 363 000 (12,8%) |